# Vuelta a España 1996
La Vuelta a España 1996, cinquantunesima edizione della corsa, si svolse in ventidue tappe, dal 7 al 29 settembre 1996, per un percorso totale di 3 947 km. Fu vinta dallo svizzero Alex Zülle che terminò la gara in 97h31'46" alla media di 40,47 km/h.
Partenza della prima tappa a Valencia con 180 ciclisti, di cui 115 tagliarono il traguardo a Madrid.

## Tappe
| Tappa | Data         | Percorso                                           | km    | Vincitore di tappa     | Leader cl. generale |
| ----- | ------------ | -------------------------------------------------- | ----- | ---------------------- | ------------------- |
| 1ª    | 7 settembre  | Valencia > Valencia                                | 162   | Biagio Conte           | Biagio Conte        |
| 2ª    | 8 settembre  | Valencia > Cuenca                                  | 210   | Nicola Minali          | Biagio Conte        |
| 3ª    | 8 settembre  | Cuenca > Albacete                                  | 167   | Laurent Jalabert       | Laurent Jalabert    |
| 4ª    | 10 settembre | Albacete > Murcia                                  | 166,5 | Tom Steels             | Laurent Jalabert    |
| 5ª    | 11 settembre | Murcia > Almería                                   | 208   | Jeroen Blijlevens      | Laurent Jalabert    |
| 6ª    | 12 settembre | Almería > Malaga                                   | 196,5 | Fabio Baldato          | Fabio Baldato       |
| 7ª    | 13 settembre | Malaga - Marbella                                  | 171   | Fabio Baldato          | Fabio Baldato       |
| 8ª    | 14 settembre | Marbella > Jerez de la Frontera                    | 220   | Nicola Minali          | Fabio Baldato       |
| 9ª    | 15 settembre | Jerez de la Frontera > Cordova                     | 203,5 | Nicola Minali          | Fabio Baldato       |
| 10ª   | 16 settembre | El Tiemblo > Avila (cron. individuale)             | 46,5  | Tony Rominger          | Alex Zülle          |
| 11ª   | 17 settembre | Avila > Salamanca                                  | 188   | Marco Antonio Di Renzo | Alex Zülle          |
| 12ª   | 18 settembre | Benavente > Alto del Naranco                       | 188   | Daniele Nardello       | Alex Zülle          |
| 13ª   | 19 settembre | Oviedo > Lagos de Covadonga                        | 159   | Laurent Jalabert       | Alex Zülle          |
| 14ª   | 20 settembre | Cangas de Onís > Parque de Cabárceno               | 202,5 | Biagio Conte           | Alex Zülle          |
| 15ª   | 21 settembre | Cabárceno > Alto Cruz de la Demanda                | 220   | Alex Zülle             | Alex Zülle          |
| 16ª   | 22 settembre | Logroño > Sabiñánigo                               | 221   | Nicola Minali          | Alex Zülle          |
| 17ª   | 23 settembre | Sabiñánigo > Cerler                                | 165,5 | Oliverio Rincón        | Alex Zülle          |
| 18ª   | 24 settembre | Benasque > Saragozza                               | 219,5 | Dimitri Konyshev       | Alex Zülle          |
| 19ª   | 25 settembre | Getafe > Avila                                     | 217   | Laurent Dufaux         | Alex Zülle          |
| 20ª   | 26 settembre | Avila > Palazuelos de Eresma                       | 209,5 | Gianni Bugno           | Alex Zülle          |
| 21ª   | 27 settembre | Segovia > Palazuelos de Eresma (cron. individuale) | 43    | Tony Rominger          | Alex Zülle          |
| 22ª   | 28 settembre | Madrid > Madrid                                    | 157,5 | Tom Steels             | Alex Zülle          |
|       |              |                                                    | 3 947 |                        |                     |

## Squadre e corridori partecipanti
Le 20 squadre partecipanti alla gara furono:
| N.    | Cod. | Squadra            |
| ----- | ---- | ------------------ |
| 1-9   | ONC  | ONCE               |
| 11-19 | AKI  | Aki-Gipiemme       |
| 21-29 | BAN  | Banesto            |
| 31-39 | CTA  | Cantina Tollo-CoBo |
| 41-49 | EUS  | Euskadi            |
| 51-59 | GEW  | Gewiss-Playbus     |
| 61-69 | KEL  | Kelme-Artiach      |
| 71-79 | FES  | Festina-Lotus      |
| 81-89 | MAI  | Maia-Jumbo-Cin     |
| 91-99 | MAP  | Mapei-GB           |

| N.      | Cod. | Squadra                         |
| ------- | ---- | ------------------------------- |
| 101-109 | MAG  | MG Boys Maglificio-Technogym    |
| 111-119 | MOT  | Motorola                        |
| 121-129 | MXO  | MX Onda                         |
| 131-139 | CSO  | Petit Casino-C'est votre Equipe |
| 141-149 | PLT  | Polti                           |
| 151-159 | SAE  | Saeco-AS Juvenes San Marino     |
| 161-169 | SCL  | Santa Clara-Samara              |
| 171-179 | SCR  | Scrigno-Blue Storm              |
| 181-189 | TEL  | Team Deutsche Telekom           |
| 191-199 | TVM  | TVM-Farm Frites                 |

## Classifiche finali

### Classifica generale - Maglia oro
| Pos. | Corridore         | Squadra       | Tempo     |
| ---- | ----------------- | ------------- | --------- |
| 1    | Alex Zülle        | ONCE          | 97h31'46" |
| 2    | Laurent Dufaux    | Festina-Lotus | a 6'23"   |
| 3    | Tony Rominger     | Mapei-GB      | a 8'29"   |
| 4    | Roberto Pistore   | MG Maglificio | a 10'13"  |
| 5    | Stefano Faustini  | Aki-Gipiemme  | a 11'21"  |
| 6    | Georg Totschnig   | Team Polti    | a 11'33"  |
| 7    | Davide Rebellin   | Team Polti    | a 13'16"  |
| 8    | Andrea Peron      | Motorola      | a 14'46"  |
| 9    | Bobby Julich      | Motorola      | a 15'10"  |
| 10   | Fernando Escartín | Kelme-Artiach | a 18'36"  |

### Classifica a punti - Maglia azzurra
| Pos. | Corridore        | Squadra  | Punti |
| ---- | ---------------- | -------- | ----- |
| 1    | Laurent Jalabert | ONCE     | 237   |
| 2    | Nicola Minali    | Gewiss   | 163   |
| 3    | Tom Steels       | Mapei-GB | 142   |

### Classifica scalatori - Maglia verde
| Pos. | Corridore        | Squadra      | Punti |
| ---- | ---------------- | ------------ | ----- |
| 1    | Tony Rominger    | Mapei-GB     | 177   |
| 2    | Laurent Jalabert | ONCE         | 120   |
| 3    | Dmitri Konyschew | Aki-Gipiemme | 107   |

### Classifica sprint - Maglia bianca
| Pos. | Corridore     | Squadra       | Punti |
| ---- | ------------- | ------------- | ----- |
| 1    | Jürgen Werner | Deutsche Tel. | 50    |

### Classifica a squadre
| Pos. | Squadra    | Tempo      |
| ---- | ---------- | ---------- |
| 1    | Team Polti | 293h10'54" |